# لا بلانکا (تگزاس)
لا بلانکا (به انگلیسی: La Blanca) یک منطقهٔ مسکونی در ایالات متحده آمریکا است که در شهرستان ایدالگو، تگزاس واقع شده‌است. لا بلانکا ۱۰٫۷ کیلومتر مربع مساحت و ۲٬۴۸۸ نفر جمعیت دارد و ۲۱ متر بالاتر از سطح دریا واقع شده‌است.